# Ochropleura sheljuzhkoi
Ochropleura sheljuzhkoi är en fjärilsart som beskrevs av Kovacs och Zoltan Varga 1973. Ochropleura sheljuzhkoi ingår i släktet Ochropleura och familjen nattflyn. Inga underarter finns listade i Catalogue of Life.